# Claudine Meffometou
Claudine Falonne Meffometou Tcheno (1 de julho de 1990) é uma futebolista camaronesa que atua como defensora.

## Carreira
Claudine Meffometou integrou o elenco da Seleção Camaronesa de Futebol Feminino, nas Olimpíadas de 2012. 